# Esteban Ocon
Esteban José Jean-Pierre Ocon-Khelfane (født 17. september 1996) er en fransk racerkører, som kører for Formel 1-holdet Haas. Han har en enkelt sejr i sin Formel 1-karriere, da han vandt Ungarns Grand Prix 2021.

## Formel 1-karriere

### Manor

#### 2016
Ocon fik sin debut i Formel 1 med Manor halvvejs gennem 2016 sæsonen, efter at Rio Haryanto havde fået sin kontrakt ophævet med holdet, og Ocon trådte ind for resten af sæsonen. Det lykkedes dog ikke for ham at score nogle point i sine ni ræs i sæsonen.

### Force India

#### 2017
Ocon skiftede til Force India ved 2017 sæsonen. Han scorede sine første point i Formel 1 ved hans første ræs med holdet, da han sluttede på 10. pladsen ved Australiens Grand Prix. Han sluttede sæsonen på ottendepladsen i mesterskabet, med 87 point på sæsonen.

#### 2018
Ocon fortsatte hos Force India i 2018 sæsonen. Han sluttede sæsonen på tolvtepladsen med 49 point.

### Mercedes reservekører
Forud for 2019 sæsonen blev Force India opkøbt af en gruppe ledt af Lawrence Stroll, og det blev hermed klart at enten Ocon eller hans holdkammerat Sergio Pérez ville miste deres plads til Lawrence Strolls søn Lance Stroll, som på dette tidspunkt kørte for Williams. Det endte med at blive Ocon som mistede sin plads, og det lykkedes ikke Ocon at finde en ny plads for 2019 sæsonen, og han måtte nøjes med at være reservekører for Mercedes for sæsonen.

### Renault

#### 2020
Ocon fik igen en plads i Formel 1 ved 2020 sæsonen, hvor han erstattede Nico Hülkenberg hos Renault. Ved Bahrains Grand Prix scorede Ocon sit første podium, da han sluttede på andenpladsen. Han sluttede sæsonen på tolvtepladsen med 62 point.

### Alpine

#### 2021
Renault skiftede navn til Alpine ved 2021 sæsonen. Ocon vandt overraskende sit første Grand Prix i Ungarn, efter at flere sammenstød tog ham fra ottendepladsen til andenpladsen i det første sving. Ocon kom foran Lewis Hamilton, efter at Mercedes lavede en dårlig beslutning med at vente en omgang for meget med at skifte til tørvejrsdæk. Ocon, med stor hjælp fra holdkammerat Fernando Alonso som lykkedes at blokere Lewis Hamilton i lang tid, holdte på førstepladsen on vandt. Han sluttede på elvtepladsen i sæsonen.

#### 2022
Ocon fortsatte hos Alpine i 2022 sæsonen. Han sluttede sæsonen på ottendepladsen med 92 point. Det var første gang i hans karriere, at han fik flere point end sin holdkammerat, da Alonso kun fik 81 på sæsonen.

#### 2023
Ocon fortsatte hos Alpine i 2023 sæsonen, denne gang med en ny holdkammerat, da Alonso skiftede til Aston Martin og blev erstattet af Pierre Gasly. Ved Monacos Grand Prix fik Ocon det tredje podium i sin karriere, da han sluttede på tredjepladsen. Ved Østrigs Grand Prix satte han en uheldig rekord, da han fik fem forskellige straffe i løbet af ræset, fire af dem for at køre af banen, hvilke satte en ny rekord for flest straffe modtaget i et enkelt ræs i Formel 1 nogensinde. Han sluttede sæsonen på tolvtepladsen med 58 point.

#### 2024
Ocon fortsatte sammen med Gasly hos Apline i 2024 sæsonen. Ocon og Alpine havde en dårlig start på sæsonen, og efter at Ocon kørte ind i sin holdkammerat ved Monacos Grand Prix blev det klart at forholdet ikke var godt. Bare en uge senere annoncerede Alpine, at Ocon ville forlade holdet ved sæsonens udgang. Det lykkedes dog Alpine at score et meget overraskende dobbelt podium ved Sao Paulos Grand Prix, da Ocon sluttede på andenpladsen og Gasly tredjepladsen, og hermed scorede holdets første dobbelt podium nogensinde. Han sluttede sæsonen med 23 point på fjortendepladsen.

### Haas

#### 2025
Ocon skifter ved 2025 sæsonen til Haas.